# Proto-fascisme
Le terme de « proto-fascisme » fait référence aux idéologies et mouvements culturels prédécesseurs directs qui ont influencé et formé la base du fascisme,. Gabriele d'Annunzio, le nationaliste italien dont la politique a influencé Benito Mussolini et le fascisme italien, figure parmi les proto-fascistes les plus en vue. Les mouvements politiques proto-fascistes incluent l'Association nationaliste italienne (Associazione Nazionalista Italiana, ANI), l'Association nationale allemande des employés du secteur commercial (Deutschnationaler Handlungsgehilfen-Verband, DHV) et le Parti populaire national allemand (Deutschnationale Volkspartei, DNVP).
Les précédents du fascisme moderne peuvent être vus dans la culture et le gouvernement de nations plus anciennes fortement basées sur la loi et l'ordre, tels que l'empire romain et les anciens régimes de l'Europe.
Edgar Julius Jung, Patrick Pearse, Charles Maurras et Ion Dragoumis  ont également été qualifiés de proto-fascistes.